# بيورن إيفرسن
بيورن إيفرسن هو سياسي نرويجي، ولد في 18 مارس 1953 في Verdal Municipality ‏ في النرويج. نشط حزبياً في حزب العمال.

## مناصب
- انتخب وزير دولة [الإنجليزية]‏ Ministry of Agriculture and Food (Norway) [الإنجليزية]‏ (16 أكتوبر 1989 – 3 نوفمبر 1990).
- انتخب نائب عضو برلمان النرويج  [لغات أخرى]‏ عن دائرة Nord-Trøndelag (Storting constituency) [الإنجليزية]‏ وقد انضم خلال فترته النيابية ‏ (1997 – 2001) للكتلة البرلمانية حزب العمال.
- انتخب mayor of Verdal ‏ (2005 – 2019).
- انتخب نائب عضو برلمان النرويج  [لغات أخرى]‏ عن دائرة Nord-Trøndelag (Storting constituency) [الإنجليزية]‏ وقد انضم خلال فترته النيابية ‏ (1993 – 1997) للكتلة البرلمانية حزب العمال.